# UT1
UT1 betyder "earth rotation time-of-day". Altså – hvad er klokken målt som en brøkdel af jordens daglige omdrejning. 
UT1 tid skal ses i forhold til International Atomtid TAI (Temps Atomique International), Altså – hvad er klokken målt med et atomur.